# Sadraen
Sadraen est un groupe de metal extrême français, originaire de Doullens. Il est initialement formé en 2008 sous le nom de ShivA, puis adopte le nom de Sadraen en 2012. Le groupe est actuellement composé de quatre membres : Antoine Mietka (chant et guitare rythmique) ; Adrien Pauchet (guitare solo) ; Valentin Pauchet (batterie), frère du précédent et Thomas Hiblot (basse). Leur premier album, Orphan Lord, est publié le 30 mars 2018 sous le label M&O Music.

## Biographie

### Débuts (2008–2012)
Sadraen est formé en 2008. Le 1er janvier 2011, le groupe alors appelé ShivA sort son premier EP (Déviances Chroniques) entièrement financé par le groupe et mixé par Adrien Pauchet. Cet EP ayant été tiré à peu d'exemplaires et difficile à trouver sur le web, il n'en reste aujourd'hui que peu de traces.
Après plusieurs années passées à chercher son style et son univers, le groupe annonce sur sa page Facebook qu'il change de nom au profit de Sadraen.

### Sophomore(2012–2015)
Le groupe enregistre son premier EP 4 titres à partir de décembre 2012. Auto-produit et mixé par Frédéric Pecqueur au Studio C&P de Sequedin, cet EP permet au groupe de se faire connaître sur la scène régionale. Le clip de Placid Sear attire notamment un public friand d'une nouvelle génération de metal extrême.
À l'automne 2014, Thomas Hiblot intègre le groupe en tant que bassiste. Il apporte au groupe son expérience de l'arrangement et de la musicalité.

### Orphan Lord(2015–2018)
Après avoir sorti le 5 juin 2015 un clip pour le single Human Hatcher le groupe décide de retourner en studio pour enregistrer un album 10 titres dont la sortie devait avoir lieu le 29 septembre 2017, mais qui sera finalement repoussée au 30 mars 2018 après la signature du groupe sur le label M&O Music.
Au printemps 2017, Sadraen fait partie de la programmation du BetiZFest aux côtés de Smash Hit Combo, Betraying The Martyrs, Loudblast, The Haunted et Arch Enemy.
En janvier 2018, le groupe annonce une tournée française sous son nom intitulée Orphan Lord Tour. Le groupe fait escale à Amiens, Paris, Lille, Cambrai, Saint-Omer, Reims, Montreuil,  Charmes, Roye, Lens (Belgique), enchaînant ainsi près d'une vingtaine de dates en quelques mois courant 2018.

## Style musical
Sadraen est reconnu comme un groupe de Death Metal Progressif un hybride de metal progressif et de death metal.
Le style du groupe mélange différents aspects et sous-genre de métal extrême. Le groupe utilise les rythmiques rapides et saccadées, ainsi que le chant guttural qui sont les principaux éléments du death metal. À quoi ils ajoutent des mesures impaires et des accords complexes comme dans le metal progressif. 
Régulièrement apparenté au groupe de metal français Gojira, notamment pour les similarités rythmiques et mélodiques mais aussi pour les thématiques abordées dans les textes de ses chansons. Sadraen a tout de même une approche plus progressive et moderne due à ses influences metalcore et  progressive . 

## Membres

### Membres actuels

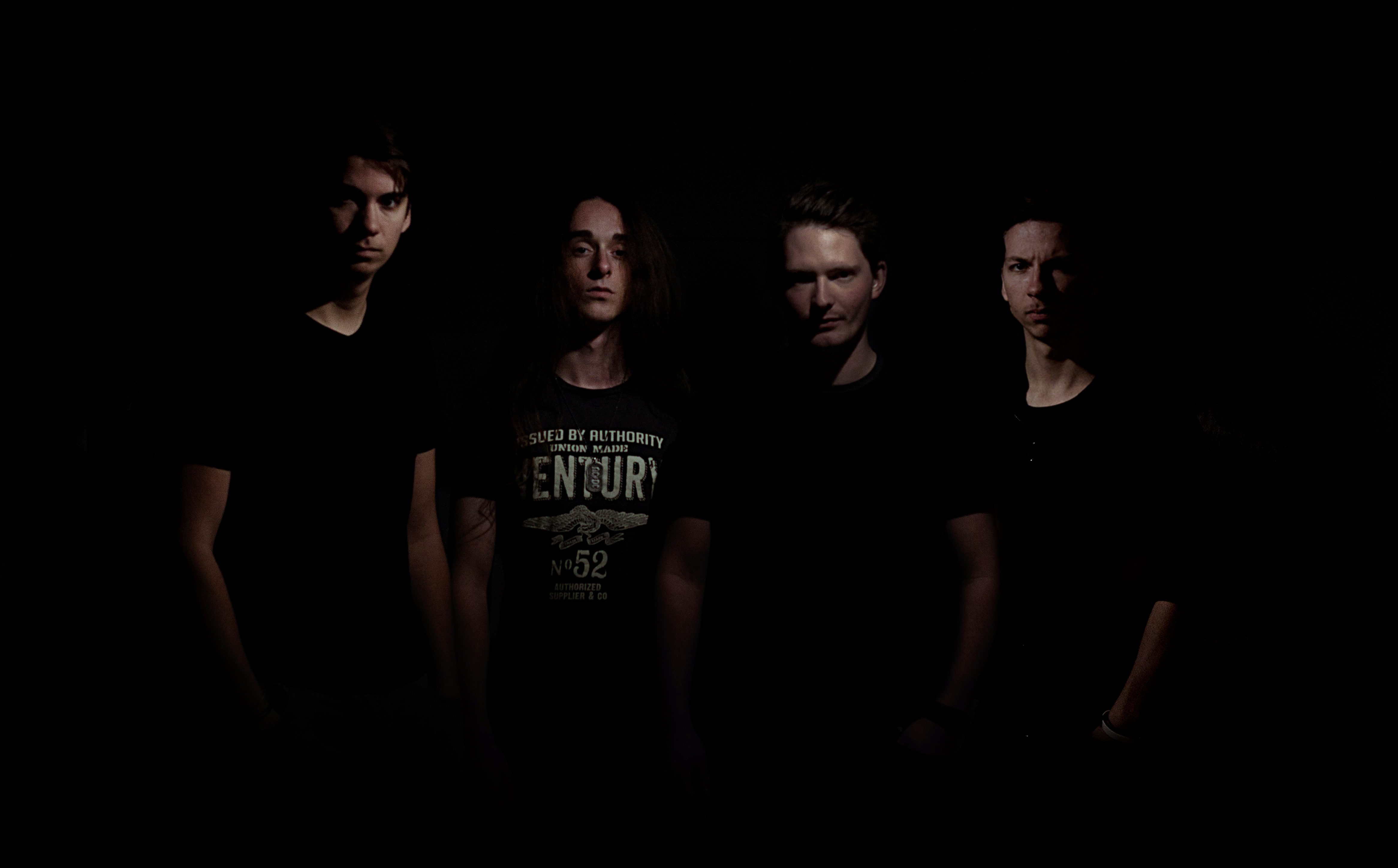
De gauche à droite : A. Pauchet, T. Hiblot, A. Mietka & V. Pauchet

- Antoine Mietka - chant, guitare rythmique
- Adrien Pauchet - guitare solo
- Valentin Pauchet - batterie
- Thomas Hiblot - guitare basse, chant

## Discographie

### Démo
- 2011 : Déviances Chroniques (sous ShivA)

## Vidéographie

### Clips
- 2014 : Placid Sear, réalisé par Valentin Pauchet, chanson issue de l'EP Sophomore
- 2017 : Torn, réalisé par Valentin Pauchet, chanson issue de l'album Orphan Lord
- 2017 : Fourth Wall, réalisé par Valentin Pauchet, chanson issue de l'album Orphan Lord

### Clip lyrique
- 2014 : Hollow Shepherd, réalisé par Antoine Mietka, chanson issue de l'EP Sophomore

### Clip live
- 2017 : Sarcoma, tiré de Orphan Lord, réalisé par Valentin Pauchet, clip enregistré durant le BetiZFest 2017